# Denisiella
Genre
Denisiella est un genre de collemboles de la famille des Sminthurididae.

## Liste des espèces
Selon Checklist of the Collembola of the World (version du 19 août 2019) :
- Denisiella betschi Palacios-Vargas, Soares Ferreira & Zeppelini, 2018
- Denisiella bretfeldi Schulz & van Harten, 2013
- Denisiella caatingae Palacios-Vargas, Soares Ferreira & Zeppelini, 2018
- Denisiella colombiana Ospina & Palacios-Vargas, 2009
- Denisiella diomedesi Palacios-Vargas, 2007
- Denisiella lithophila Snider, 1988
- Denisiella maesorum Palacios-Vargas, 1995
- Denisiella nayarita Palacios-Vargas & Bernava, 1999
- Denisiella ramosa (Folsom, 1932)
- Denisiella rhizophorae Palacios-Vargas, Soares Ferreira & Zeppelini, 2018
- Denisiella serroseta (Börner, 1908)
- Denisiella seurati (Denis, 1925)
- Denisiella sexpinnata (Denis, 1931)

## Étymologie
Ce genre est nommé en l'honneur de Jean Marcel Robert Denis.

## Publication originale
- Folsom & Mills, 1938 : Contribution to the knowledge of the genus Sminthurides Borner. Bulletin of the Museum of Comparative Zoology Harvard, vol. 82, p. 231-274 (texte intégral).